# Demonax trivittatus
Demonax trivittatus är en skalbaggsart som beskrevs av Aurivillius 1922. Demonax trivittatus ingår i släktet Demonax och familjen långhorningar. Inga underarter finns listade i Catalogue of Life.